# Campeonato Sanmarinense 2019-20
El Campeonato Sanmarinense 2019-20 fue la edición número 35 del Campeonato sanmarinense de fútbol. La temporada comenzó el 21 de septiembre de 2019 y terminó el 16 de junio de 2020. Tre Penne es el campeón defensor tras la temporada pasada conquistar su cuarto título tras ganar en la final al La Fiorita por un marcador de 3-1. 
Debido a la pandemia de coronavirus, la temporada dio por finalizada. Sin embargo, se declaró campeón al SP Tre Fiori. Según la posición de la liga en el momento de abandono, Tre Fiori fue declarado campeón y seleccionado para jugar en la Liga de Campeones de la UEFA 2020-21. Por su parte, Folgore y Tre Penne fueron seleccionados para jugar en la Liga Europa de la UEFA 2020-21. En julio la UEFA le comunicó a la FSGC que Folgore no era elegible para disputar la Liga Europa. La Fiorita cuarto clasificado reemplazará a Folgore.

## Equipos participantes
| Club                | Ciudad         |
| ------------------- | -------------- |
| AC Juvenes/Dogana   | Serravalle     |
| AC Libertas         | Borgo Maggiore |
| FC Domagnano        | Domagnano      |
| FC Fiorentino       | Fiorentino     |
| SC Faetano          | Faetano        |
| S.P. Cailungo       | Borgo Maggiore |
| SP La Fiorita       | Montegiardino  |
| SP Tre Fiori        | Fiorentino     |
| SP Tre Penne        | Serravalle     |
| SS Cosmos           | Serravalle     |
| SS Folgore/Falciano | Serravalle     |
| SS Murata           | San Marino     |
| SS Pennarossa       | Chiesanuova    |
| SS San Giovanni     | Borgo Maggiore |
| SS Virtus           | Acquaviva      |

## Formato

### Primera fase
Los 15 equipos se dividieron en dos grupos, uno con ocho equipos y un segundo con siete. Los equipos jugarán una vez contra los equipos dentro de su propio grupo. Al final de la primera fase, los cuatro primeros de cada grupo avanzarán al grupo 1 de la segunda fase. Todos los demás equipos avanzarán al grupo 2 de la segunda fase

## Primera fase

#### Grupo A
| Pos. | Equipo           | Pts. | PJ | G | E | P | GF | GC | Dif. | Clasificación 2019-20  |
| ---- | ---------------- | ---- | -- | - | - | - | -- | -- | ---- | ---------------------- |
| 1    | La Fiorita       | 17   | 7  | 5 | 2 | 0 | 10 | 3  | +7   | Segunda fase - Grupo 1 |
| 2    | Tre Fiori        | 14   | 7  | 4 | 2 | 1 | 15 | 7  | +8   | Segunda fase - Grupo 1 |
| 3    | Murata           | 13   | 7  | 4 | 1 | 2 | 11 | 8  | +3   | Segunda fase - Grupo 1 |
| 4    | Folgore/Falciano | 12   | 7  | 3 | 3 | 1 | 15 | 6  | +9   | Segunda fase - Grupo 1 |
| 5    | Pennarossa       | 12   | 7  | 4 | 0 | 3 | 11 | 11 | 0    | segunda fase - Grupo 2 |
| 6    | Domagnano        | 7    | 7  | 2 | 1 | 4 | 8  | 13 | −5   | segunda fase - Grupo 2 |
| 7    | Faetano          | 4    | 7  | 1 | 1 | 5 | 6  | 11 | −5   | segunda fase - Grupo 2 |
| 8    | Juvenes/Dogana   | 0    | 7  | 0 | 0 | 7 | 5  | 22 | −17  | segunda fase - Grupo 2 |

Actualizado a los partidos jugados el 1 diciembre de 2019.
 Fuente: Soccerway

#### Grupo B
| Pos. | Equipo       | Pts. | PJ | G | E | P | GF | GC | Dif. | Clasificación 2019-20  |
| ---- | ------------ | ---- | -- | - | - | - | -- | -- | ---- | ---------------------- |
| 1    | Tre Penne    | 18   | 6  | 6 | 0 | 0 | 20 | 5  | +15  | Segunda fase - Grupo 1 |
| 2    | Libertas     | 15   | 6  | 5 | 0 | 1 | 16 | 6  | +10  | Segunda fase - Grupo 1 |
| 3    | Cailungo     | 12   | 6  | 4 | 0 | 2 | 7  | 7  | 0    | Segunda fase - Grupo 1 |
| 4    | Virtus       | 7    | 6  | 2 | 1 | 3 | 10 | 11 | −1   | Segunda fase - Grupo 1 |
| 5    | San Giovanni | 6    | 6  | 2 | 0 | 4 | 6  | 13 | −7   | segunda fase - Grupo 2 |
| 6    | Fiorentino   | 4    | 6  | 1 | 1 | 4 | 8  | 13 | −5   | segunda fase - Grupo 2 |
| 7    | Cosmos       | 0    | 6  | 0 | 0 | 6 | 4  | 16 | −12  | segunda fase - Grupo 2 |

Actualizado a los partidos jugados el 30 de noviembre de 2019.
 Fuente: Soccerway

### Resultados
| Local \ Visitante | CAI | COS | DOM | FAE | FTO | FOL | J/D | LFI | LIB | MUR | PEN | SGI | TFI | TPE | VIR |
| ----------------- | --- | --- | --- | --- | --- | --- | --- | --- | --- | --- | --- | --- | --- | --- | --- |
| Cailungo          | —   | 2–1 | –   | –   | 1–0 | –   | –   | –   | –   | –   | –   | –   | –   | 1–3 | –   |
| Cosmos            | –   | —   | –   | –   | –   | –   | –   | –   | –   | –   | –   | 0–2 | –   | 0–4 | 1–2 |
| Domagnano         | –   | –   | —   | 2–0 | –   | –   | 2–1 | –   | –   | 1–2 | –   | –   | 0–4 | –   | –   |
| Faetano           | –   | –   | –   | —   | –   | 1–1 | –   | –   | –   | 0–2 | 0–1 | –   | –   | –   | –   |
| Fiorentino        | –   | 3–0 | –   | –   | —   | –   | –   | –   | 0–4 | –   | 0–1 | 0–1 | –   | –   | –   |
| Folgore/Falciano  | –   | –   | 2–2 | –   | –   | —   | –   | 0–0 | –   | –   | 4–1 | –   | –   | –   | –   |
| Juvenes/Dogana    | –   | –   | –   | 0–2 | –   | 1–5 | —   | 1–3 | –   | 0–3 | –   | –   | –   | –   | –   |
| La Fiorita        | –   | –   | 1–0 | 1–0 | –   | –   | –   | —   | –   | –   | 2–0 | –   | –   | –   | –   |
| Libertas          | 3–1 | 3–2 | –   | –   | –   | –   | –   | –   | —   | –   | –   | 2–0 | –   | –   | –   |
| Murata            | –   | –   | –   | –   | –   | 0–3 | –   | 0–1 | –   | —   | 2–1 | –   | 2–2 | –   | –   |
| Pennarossa        | –   | –   | 3–1 | –   | –   | –   | 3–2 | –   | –   | –   | —   | –   | 2–0 | –   | –   |
| San Giovanni      | 0–1 | –   | –   | –   | –   | –   |     | –   | –   | –   | –   | —   | –   | 2–7 | 1–3 |
| Tre Fiori         | –   | –   | –   | 3–2 | –   | 1–0 | 4–0 | 1–1 | –   | –   | –   | –   | —   | –   | –   |
| Tre Penne         | –   | –   | 4–2 | –   | –   | –   | –   | –   | 1–0 | –   | –   | –   | –   | —   | 1–0 |
| Virtus            | 0–1 | –   | –   | –   | 3–3 | –   | –   | –   | 2–4 | –   | –   | –   | –   | –   | —   |

## Segunda fase

#### Grupo 1
| Pos. | Equipo            | Pts. | PJ | G | E | P | GF | GC | Dif. | Clasificación 2020-21                    |
| ---- | ----------------- | ---- | -- | - | - | - | -- | -- | ---- | ---------------------------------------- |
| 1    | Tre Fiori (C) (Q) | 20   | 8  | 6 | 2 | 0 | 22 | 11 | +11  | Ronda Preliminar de la Liga de Campeones |
| 2    | Folgore/Falciano  | 16   | 8  | 4 | 4 | 0 | 14 | 3  | +11  |                                          |
| 3    | Tre Penne (Q)     | 15   | 8  | 4 | 3 | 1 | 13 | 8  | +5   | Ronda Preliminar de la Liga Europea      |
| 4    | La Fiorita (Q)    | 14   | 8  | 4 | 2 | 2 | 13 | 6  | +7   | Ronda Preliminar de la Liga Europea      |
| 5    | Virtus            | 7    | 8  | 2 | 1 | 5 | 14 | 18 | −4   |                                          |
| 6    | Murata            | 7    | 8  | 2 | 1 | 5 | 10 | 18 | −8   |                                          |
| 7    | Libertas          | 5    | 8  | 1 | 2 | 5 | 5  | 17 | −12  |                                          |
| 8    | Cailungo          | 4    | 8  | 1 | 1 | 6 | 9  | 19 | −10  |                                          |

Actualizado a los partidos jugados el 22 de febrero de 2020.
 Fuente: Soccerway

#### Grupo 2
| Pos. | Equipo         | Pts. | PJ | G | E | P | GF | GC | Dif. | Clasificación 2019-20 |
| ---- | -------------- | ---- | -- | - | - | - | -- | -- | ---- | --------------------- |
| 1    | Faetano        | 19   | 7  | 6 | 1 | 0 | 17 | 6  | +11  |                       |
| 2    | Pennarossa     | 14   | 7  | 4 | 2 | 1 | 22 | 10 | +12  |                       |
| 3    | Domagnano      | 13   | 7  | 4 | 1 | 2 | 12 | 6  | +6   |                       |
| 4    | Cosmos         | 8    | 6  | 2 | 2 | 2 | 10 | 12 | −2   |                       |
| 5    | Fiorentino     | 5    | 7  | 1 | 2 | 4 | 9  | 21 | −12  |                       |
| 6    | San Giovanni   | 3    | 7  | 0 | 3 | 4 | 6  | 12 | −6   |                       |
| 7    | Juvenes/Dogana | 3    | 7  | 0 | 3 | 4 | 4  | 11 | −7   |                       |

Actualizado a los partidos jugados el 24 de febrero de 2020.
 Fuente: Soccerway

### Resultados
| Local \ Visitante | CAI | COS | DOM | FAE | FTO | FOL | J/D | LFI | LIB | MUR | PEN | SGI | TFI | TPE | VIR |
| ----------------- | --- | --- | --- | --- | --- | --- | --- | --- | --- | --- | --- | --- | --- | --- | --- |
| Cailungo          | —   | –   | –   | –   | –   | –   | –   | –   | 0–1 | 1–1 | –   | –   | –   | 0–1 | 1–4 |
| Cosmos            | –   | —   | 1–0 | 1–3 | –   | –   | –   | –   | –   | –   | –   | 3–3 | –   | –   | –   |
| Domagnano         | –   | –   | —   | –   | –   | –   | 2–1 | –   | –   | –   | 4–0 | 2–1 | –   | –   | –   |
| Faetano           | –   | –   | 1–0 | —   | 4–0 | –   | 3–1 | –   | –   | –   | –   | 1–0 | –   | –   | –   |
| Fiorentino        | –   | 1–1 | 1–3 | –   | —   | –   | –   | –   | –   | –   | 1–4 | –   | –   | –   | –   |
| Folgore/Falciano  | 3–0 | –   | –   | –   | –   | —   | –   | 2–0 | 0–0 | 5–0 | –   | –   | –   | 0–0 | –   |
| Juvenes/Dogana    | –   | 0–3 | –   | 1–2 | 1–1 | –   | —   | –   | –   | –   | 0–0 | –   | –   | –   | –   |
| La Fiorita        | 2–1 | –   | –   | –   | –   | –   | –   | —   | 5–0 | 2–1 | –   | –   | 1–2 | –   | –   |
| Libertas          | –   | –   | –   | –   | –   | 1–1 | –   | –   | —   | –   | –   | –   | 1–4 | –   | 2–3 |
| Murata            | –   | –   | –   | –   | –   | –   | –   | 1–2 | 1–0 | —   | –   | –   | 1–2 | –   | –   |
| Pennarossa        | –   | 5–1 | –   | 3–3 | 7–3 | –   | –   | –   | –   | –   | —   | –   | –   | –   | –   |
| San Giovanni      | –   | –   | 1–1 | –   | 1–2 | –   | 0–0 | –   | –   | –   | 0–3 | —   | –   | –   | –   |
| Tre Fiori         | 6–3 | –   | –   | –   | –   | 1–1 |     | –   | –   | –   | –   | –   | —   | 3–3 | 3–1 |
| Tre Penne         | –   | –   | –   | –   | –   | –   | –   | 1–1 | 3–0 | 2–1 | –   | –   | 0–2 | —   | 3–1 |
| Virtus            | 1–3 | –   | –   | –   | –   | 1–2 | –   | 0–0 | –   | 3–4 | –   | –   | –   | –   | —   |

## Goleadores
Actualizado el 22 de febrero de 2019.
| Pos. | Jugador            | Equipo           | Goles |
| ---- | ------------------ | ---------------- | ----- |
| 1    | Eric Fedeli        | Murata           | 16    |
| 2    | Mattia Stefanelli  | Pennarossa       | 12    |
| 3    | Michele Pieri      | Faetano          | 11    |
|      | Imre Badalassi     | Folgore/Falciano | 11    |
|      | Andrea Compagno    | Tre Fiori        | 11    |
| 6    | Bojan Gjurchinoski | Tre Fiori        | 10    |
| 7    | Joel Apezteguía    | Tre Fiori        | 9     |